# Alouette (hélicoptère)
Pour les articles homonymes, voir Alouette.

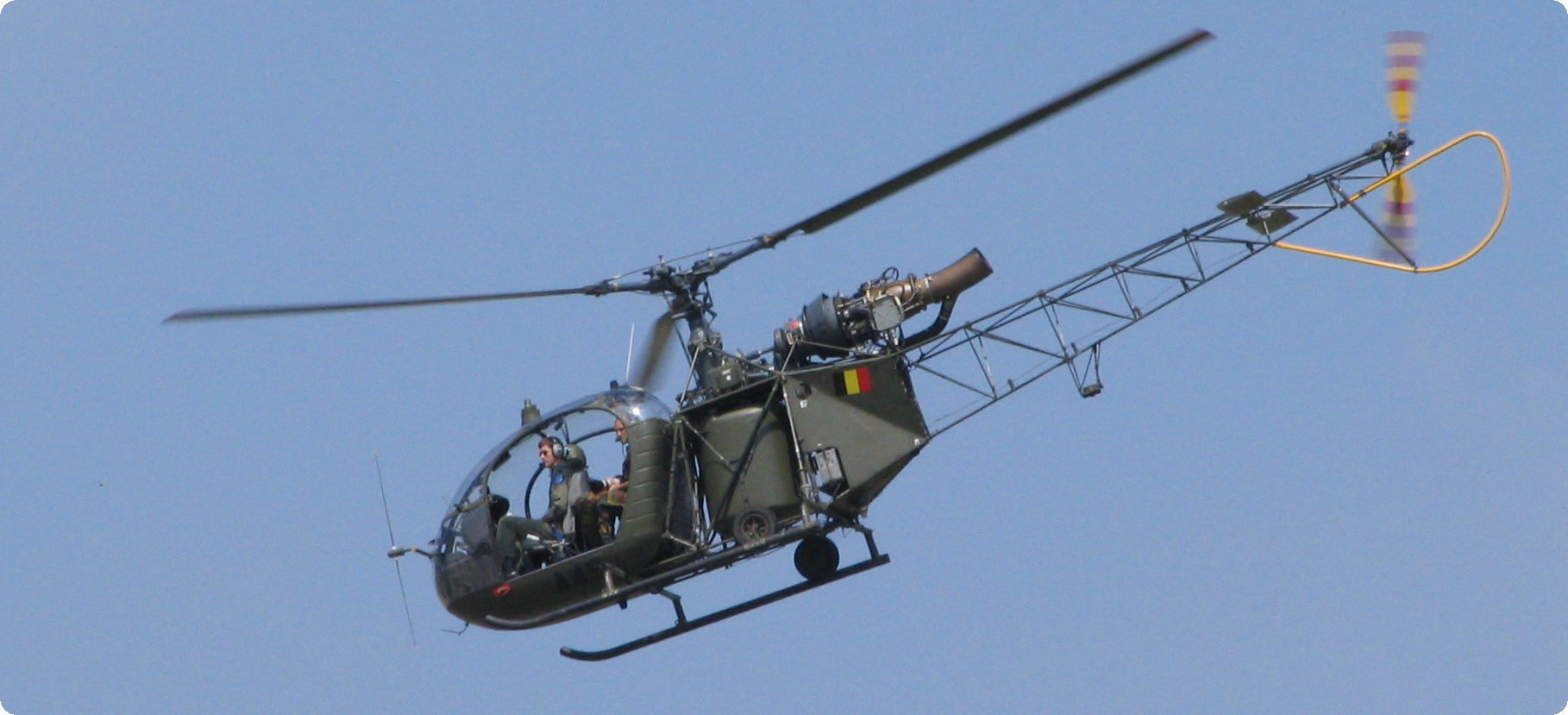
Alouette de l'armée belge en 2005.

Alouette est le nom d'une gamme d'hélicoptères construits par Sud-Aviation dès sa création en 1957.
Les études avaient commencé dès 1948 à la SNCASE avec une équipe d'ingénieurs spécialistes allemands de Focke-Achgelis avec le SE 3000 qui était en fait le bi-rotor Fa 223 Drache. Le SE 3101 de 1948 était mono-rotor avec deux petits rotors de queue anti-couple de même que le SE 3110 de 1950. Cette nouvelle configuration avec un rotor principal unique dont le couple est compensé par un rotor de queue avait été mise au point à la fin des années 1930 par Igor Sikorsky sur le Vought-Sikorsky 300.
Le premier hélicoptère dénommé Alouette fut le SE 3120, triplace, qui effectua son premier vol le 31 août 1951 et préfigurait la future gamme des Alouette.
C'est avec le développement de l'Alouette II que l'on vit pour la première fois en 1955, une voilure tournante propulsée par turbine.

## Les modèles
- SE 3120 Alouette
- SE 3130 Alouette II
- SE 3160 Alouette III